# Peter Sellemond

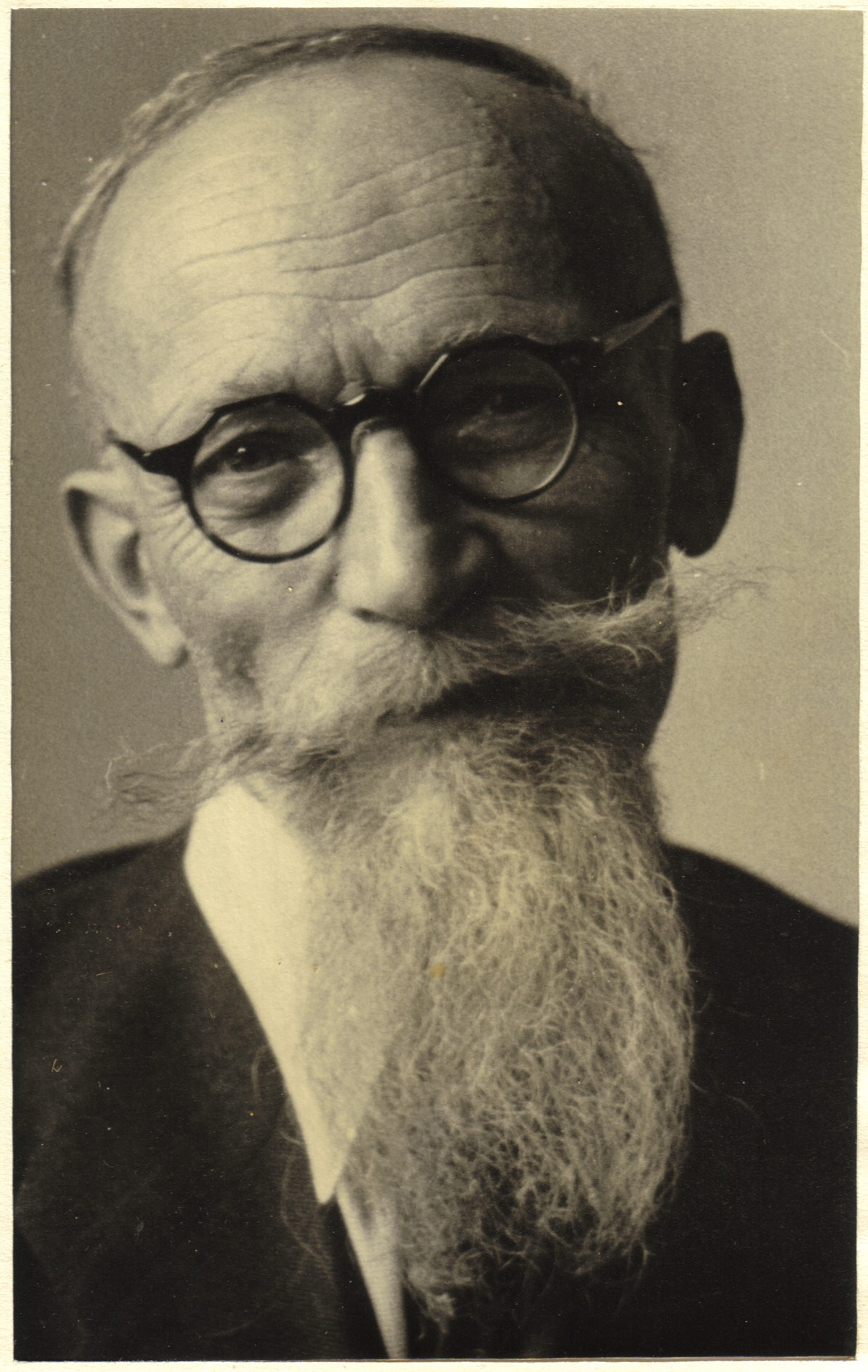
Peter Sellemond

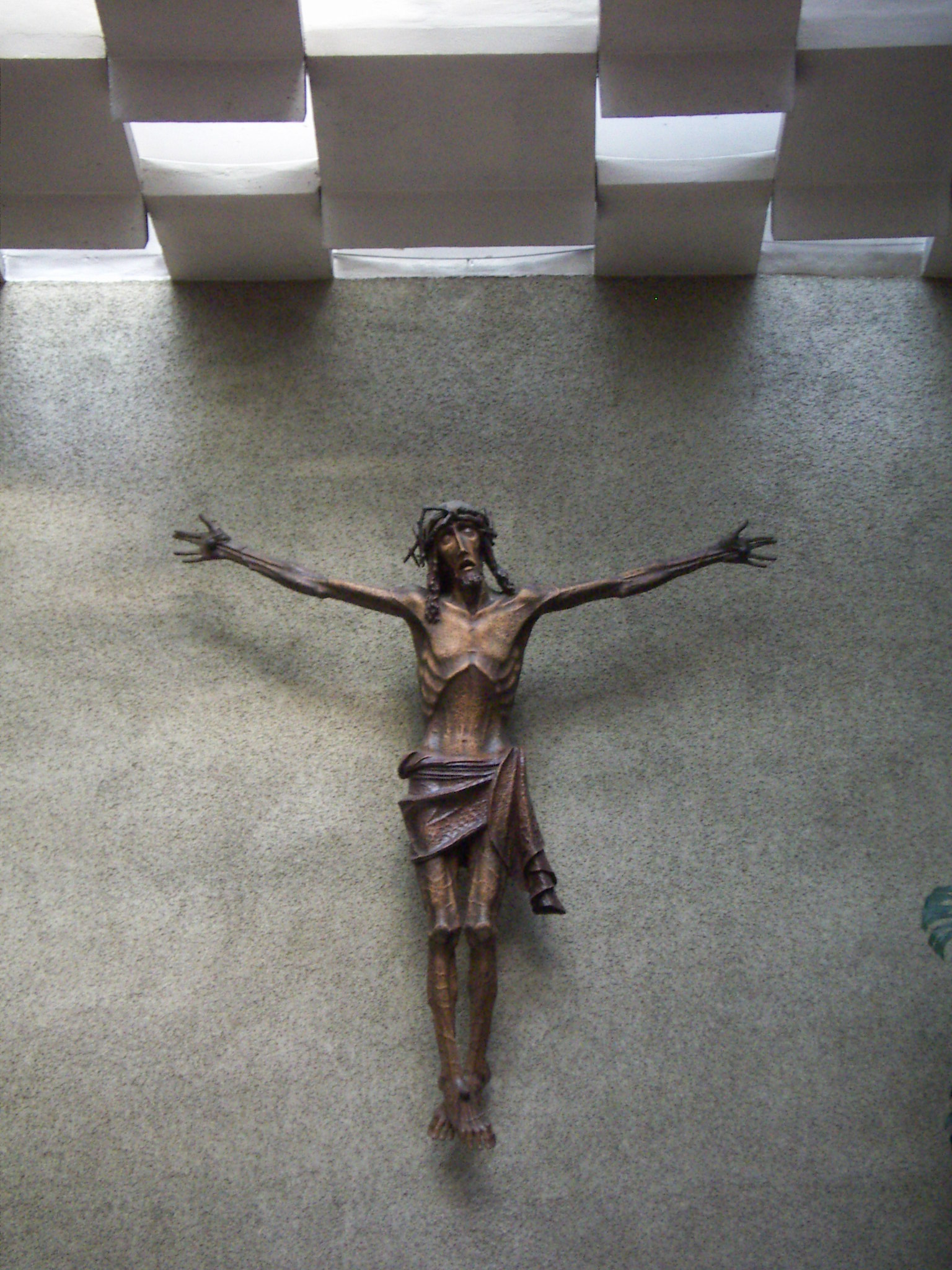
Kruzifix in der Am-Tabor-Kirche

Peter Sellemond (* 14. Jänner 1884 in Feldthurns; † 16. November 1942 in Hall in Tirol) war ein österreichischer Bildhauer und Bildschnitzer.

## Leben
Peter Sellemond war als Sohn eines Bergbauern in Südtirol Lehrling beim Kunsttischler und Altarbauer Josef Meraner in Klausen und machte seine Meisterprüfung im Jahre 1902 bei Josef Bachlechner d. Ä. in Hall in Tirol. Er war von 1909 bis 1911 Gastschüler an der Staats-Gewerbeschule in Innsbruck, und 1911 nahm er sechs Monate Malunterricht bei Alfons Siber. 
Sellemond machte 1914 die Aufnahmeprüfung an der Kunstakademie in München, leistete aber aufgrund des Ersten Weltkrieges Militärdienst. Nach dem Krieg gründete Sellemond in Hall ein eigenes Atelier und war als Mitglied des Tiroler Künstlerbundes in Ausstellungen vertreten.

## Werke
- 1914–1918: Kriegszeichnungen mit Porträts in Kreide, Kohle, Rötel, Tusche und Aquarell
- Kriegerdenkmal an der Pfarrkirche Grän, 1925[2]
- Kreuz: Pfarrkirche Feldthurns
- Kreuz: St.-Nikolaus-Kirche im Eggental
- Kruzifix: Pfarrkirche Am Tabor (Leopoldstadt) in Wien
- Kruzifix: Kirche Namen Jesu (Wien)
- Kruzifix: Kirche Maria Namen (Wien)[3]
- Kruzifix: Alte Pfarrkirche Wattens
- Kruzifix: Pfarrkirche Hetzendorf in Wien, zuvor angekauft für die St.-Elisabeth-Kirche in Wien-Wieden
- 11 Krippenfiguren, lasierend gefasst, Signatur auf der Plinthe der Marienfigur P. Sellemond, St. Martinuskirche Olpe/Westfalen (Pfarrarchiv St. Martinus Olpe)